# Costa Mediterranea
Mediterranea è una nave da crociera della compagnia Adora Cruises.

## Storia
Gemella di Costa Atlantica, è stata costruita dai cantieri navali Kværner Masa Yard (attualmente Aker Finnyards) di Helsinki in Finlandia, ad un costo di oltre 400 milioni di euro per Costa Crociere. Il 16 giugno 2003 è partita per il suo viaggio inaugurale da Genova diretta in Spagna e Portogallo.
Nel 2018 viene passata 
da Costa Crociere alla joint venture cinese CSSC per operare nel mercato asiatico, dove inizierà ad operare nel 2023 sotto la gestione di Adora Cruises. La nave manterrà il suo nome.

## Caratteristiche
I suoi saloni e locali pubblici riprendono l'architettura dei palazzi nobiliari italiani del diciassettesimo e diciottesimo secolo e sono stati decorati per riflettere il motto della nave che è “Mai visto niente di simile„. I saloni comuni sono improntati a maschere del carnevale o sculture, il teatro, situato a prua, è stato realizzato su tema egizio, il caffè su uno stile barocco con influenze orientali.
I suoi dodici ponti hanno ciascuno il nome di un personaggio mitologico:
- Ponte 1: Circe
  - cabine ospiti
- Ponte 2: Tersicore
  - Teatro Osiris, a prua
  - Casinò Canal Grande, a centro nave
  - Atrio Maschera d'Argento, a centro nave
  - Ristorante degli Argentieri, a poppa
- Ponte 3: Bacco
  - Teatro Osiris, a prua
  - Galleria Shops, a centro nave
  - Ristorante degli Argentieri, a poppa
- * Ponte 4: Teseo
  - Teatro Osiris, a prua
  - cabine ospiti
- Ponte 5: Orfeo
  - cabine ospiti

- Ponte 6: Narciso
  - cabine ospiti
- Ponte 7: Prometeo
  - cabine ospiti
- Ponte 8: Pegaso
  - cabine ospiti
- Ponte 9: Armonia
  - Ischia Spa, a prua
  - Piscina, a centro nave
  - Ristorante Buffet Perla del Lago, a centro nave
  - Lido Apollo, a poppa
- Ponte 10: Cleopatra
  - Ischia Spa, a prua
  - Ristorante Club Medusa, a centro nave
- Ponte 11: Pandora
  - Peppa Pig Area, a centro nave
- Ponte 12: Medea

Costa Mediterranea ha una lunghezza di 292 metri, una larghezza di 32 metri, stazza 86 000 tonnellate e può ospitare un massimo di 2 680 passeggeri, ospitati nelle 1 057 cabine, la maggior parte delle quali è provvista di un balcone privato affacciato sul mare. Può raggiungere una velocità di 22 nodi.
Per le sue dimensioni può transitare attraverso il canale di Panama, si tratta infatti di una nave panamax come Costa Luminosa, Costa Deliziosa e Costa Atlantica.
Dispone di 12 bar, 4 piscine di cui una con copertura semovente in vetro e toboga, 4 vasche idromassaggio, un campo polisportivo, un percorso jogging esterno, un centro benessere denominato Ischia Spa, un teatro, un casinò, una discoteca, un'internet point, una biblioteca, un centro commerciale e lo Squok club con piscina per bambini.
Appartiene alla cosiddetta classe Spirit, dal nome della serie di navi costruite per la Carnival Cruise Line, società statunitense proprietaria del marchio Costa.
Si caratterizza anche per il particolare tipo di propulsione elettrica ad eliche traenti anziché spingenti, denominate ABB Azipod.

## Navi gemelle
- Costa Atlantica
- Carnival Legend
- Carnival Pride
- Carnival Spirit
- Carnival Miracle

## Galleria d'immagini

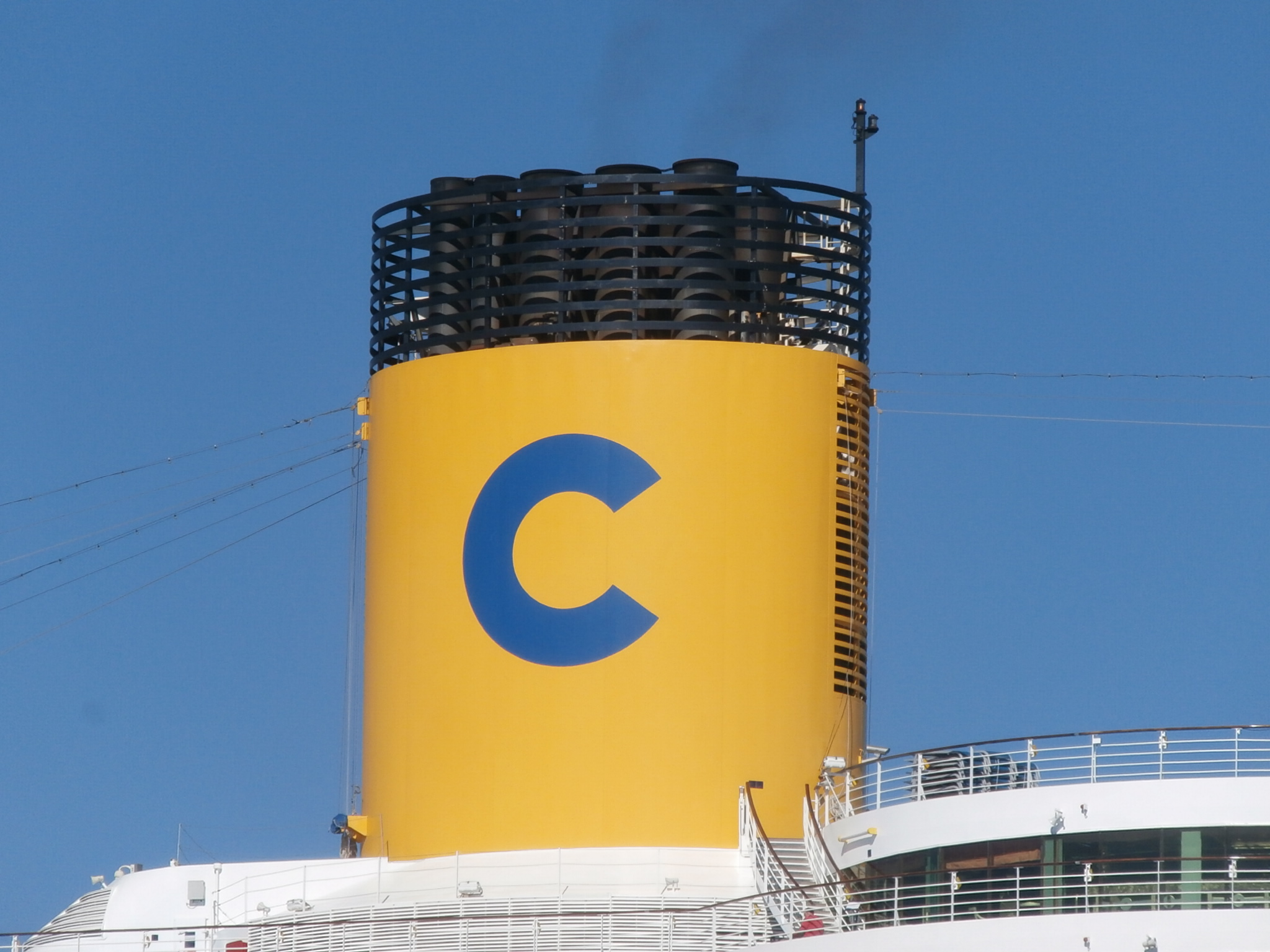
Il fumaiolo giallo della nave
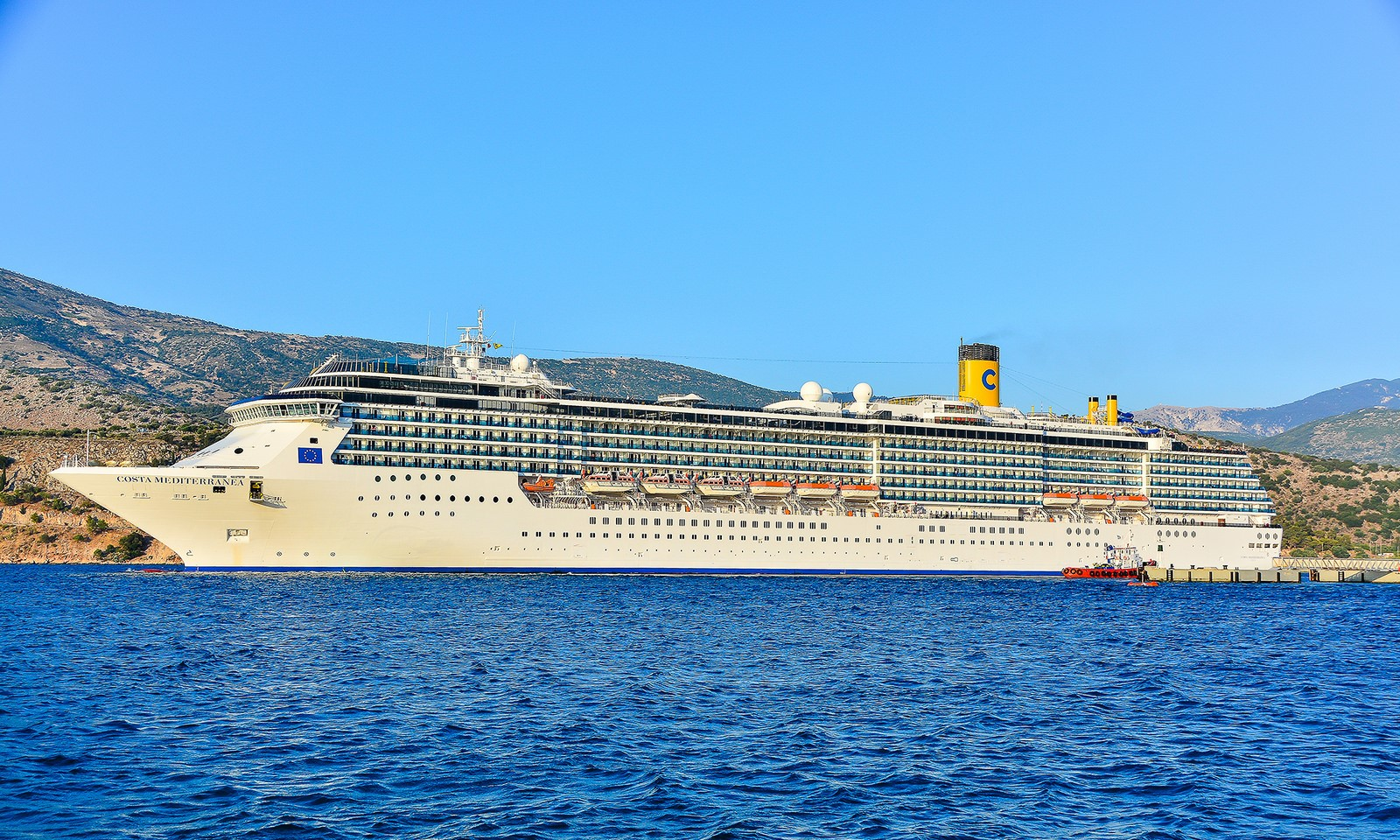
Costa Mediterranea ad Argostoli con la vecchia livrea
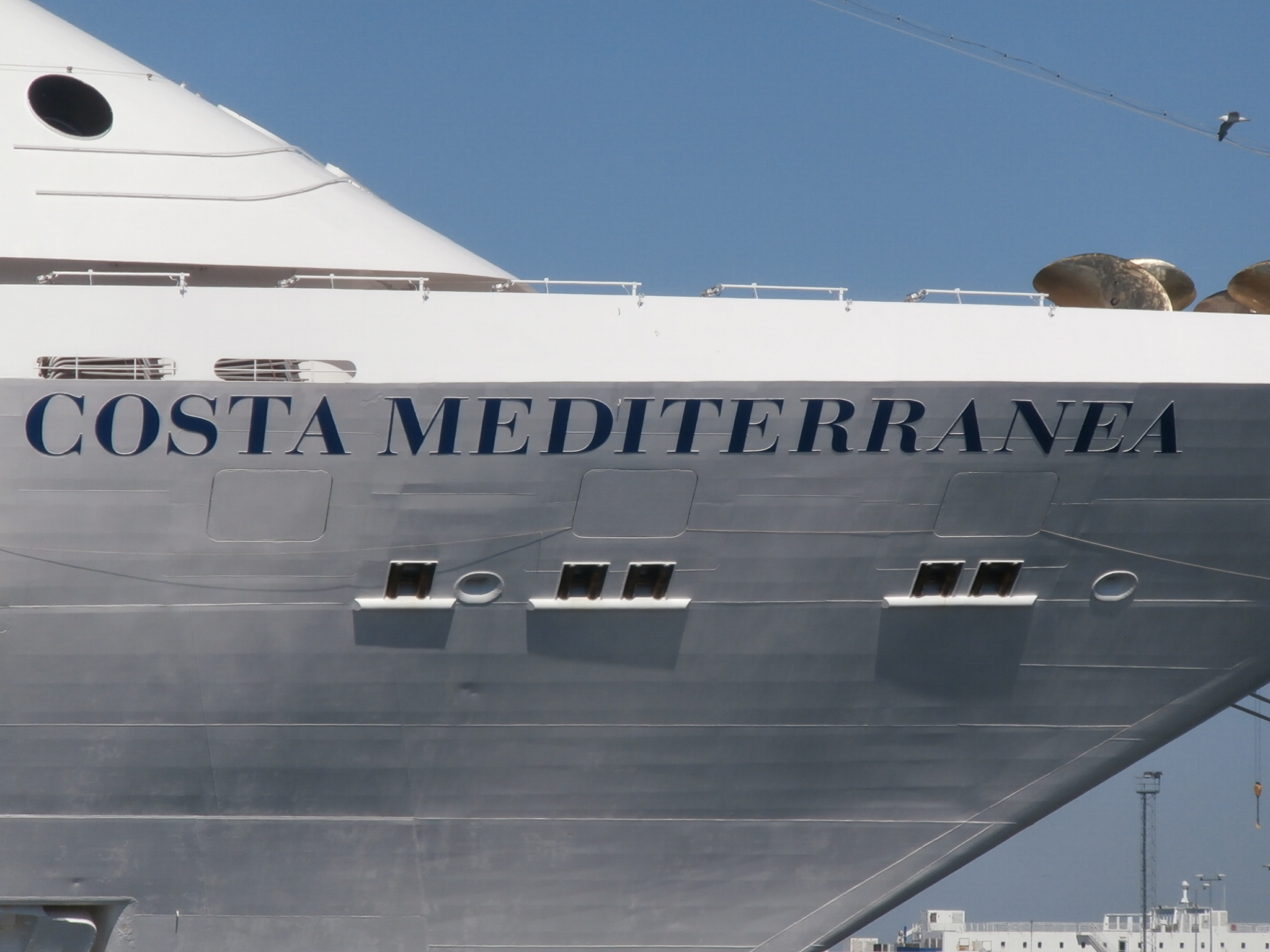
Particolare della prua con la livrea utilizzata fino al 2018